# 白山駅 (香川県)

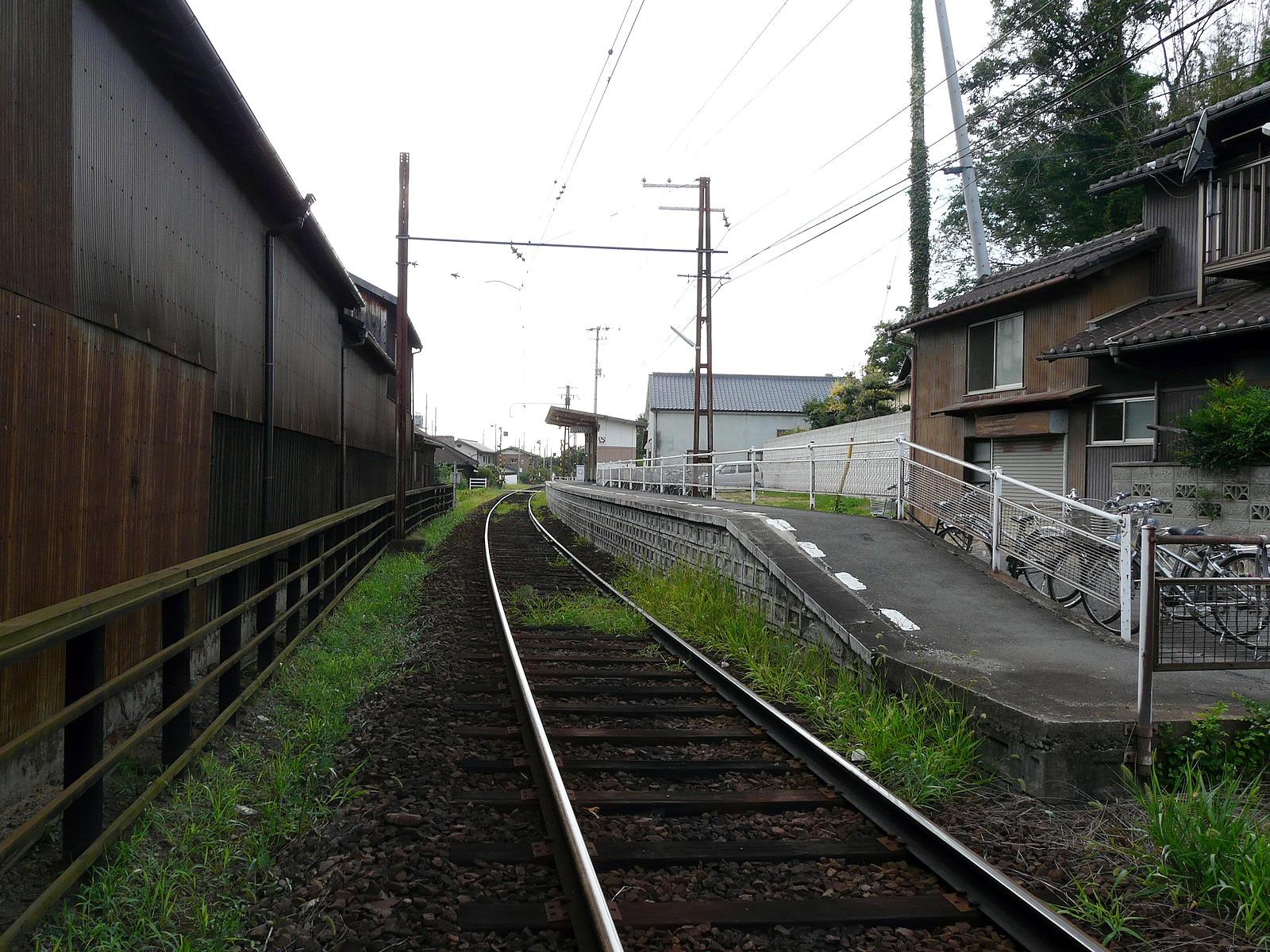
ホーム　井戸方より

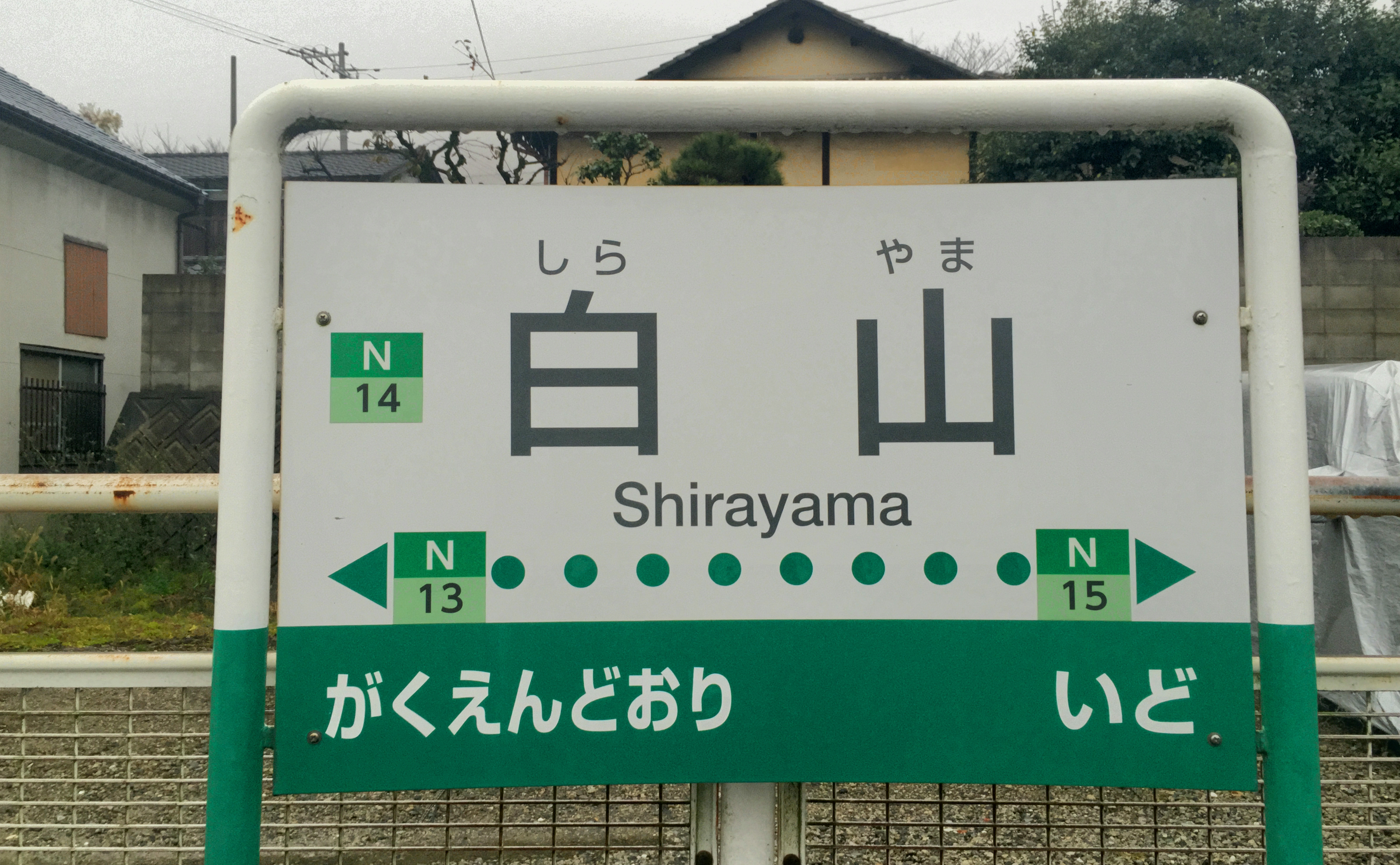
駅名標

白山駅（しらやまえき）は、香川県木田郡三木町大字下高岡にある、高松琴平電気鉄道長尾線の駅である。駅番号はN14。

## 駅構造
単式ホーム1面1線を有する。トイレはない。

## 利用状況
1日の平均乗降人員は以下の通りである。
| 1日乗降人員推移 | 1日乗降人員推移 |
| 年度            | 1日平均人数     |
| --------------- | --------------- |
| 2011年          | 283             |
| 2012年          | 257             |
| 2013年          | 274             |
| 2014年          | 255             |
| 2015年          | 271             |
| 2016年          | 275             |
| 2017年          | 265             |
| 2018年          | 259             |

## 駅周辺
- 白山（讃岐七富士）
- 白山神社
- トレスタ白山
  - トレスタ白山スポーツセンター（アイスホッケーチーム・香川アイスフェローズの本拠地。）
- 香川県道10号高松長尾大内線
- 香川県道13号三木綾川線
- 白山バス停
- 三木町ウォーキングセンター - 旧香川県立高松東高等学校白山分校（1996年閉校）跡地。同校発祥の地でもある。

## 歴史
- 1912年（明治45年）4月30日 高松電気軌道の駅として開業。
- 1935年（昭和10年） 交換設備を設置、対向式ホームとなる。
- 1943年（昭和18年）11月1日 会社合併により、高松琴平電気鉄道長尾線の駅となる。
- 1947年（昭和22年）7月25日 真行寺駅（現在の井戸駅）開業により対向式設備を撤収。

## 隣の駅
高松琴平電気鉄道
■長尾線
学園通り駅（N13） - 鹿伏駅 - 白山駅（N14） - 井戸駅（N15）